# Cartografia de Tetis

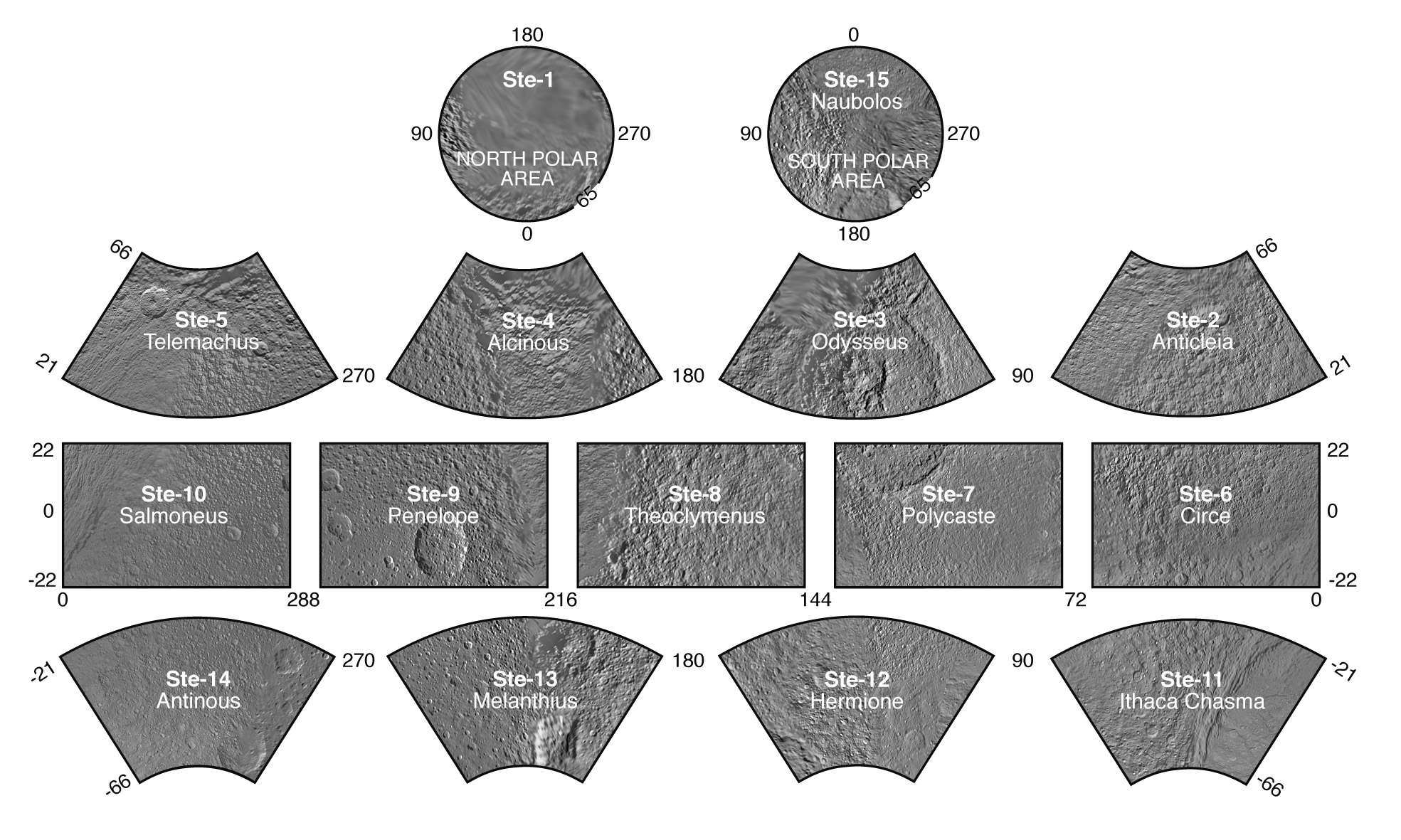
Els quadrangles de Tetis

Per la cartografia de Tetis, la Unió Astronòmica Internacional (UAI) ha dividit convencionalment la superfície de Tetis d'acord amb un reticulat, adaptat a una representació a escala 1 : 1.000.000, que defineix 15 quadrangles, designats de Ste-01 a Ste-15 (Ste és l'acrònim de Saturn i Tetis).
La cartografia és el resultat del processament de 258 imatges detallades de Tetis obtingudes entre 2004 i 2007 durant els sobrevols propers fets per la sonda Cassini, junt amb imatges anteriors de menor definició obtingudes amb telescopis espacials i durant les missions del Voyager.
Als quadrangles s'han assignat un codi de tipus Ste-n, on Ste significa Saturn i Tetis i n s'assigna seqüencialment al quadrangle dins del reticulat. La numeració dels quadrangles es porta a terme de nord a sud i d'est a oest. Els quadrangles circumpolars (Ste-01 i Ste-15) tenen de forma circular. Per a cada quadrangle, excepte Ste-01, també se li ha assignat un nom pres d'un element topogràfic del relleu que es troba dins del quadrangle.
El radi mitjà utilitzat per a la projecció dels mapes de Tetis és de 536,3 km. Les mides dels quadrangles difereixen en el nombre de graus de longitud i latitud coberts. També, al llarg dels límits latitudinals dels quadrangles se superposen en 1 grau.
S'ha definit un total de cinc bandes de quadrangles: 
- La primera, que es troba a l'equador, s'estén entre els 22° S i 22° N, i es divideix en cinc quadrangles de 72° de longitud cadascun.
- La segona i la tercera part s'estenen entre els 21° N/S i 66° N/S, i es divideixen en quatre quadrangles de 90° de longitud cadascun. Per totes aquestes bandes s'adopta com un meridià convencional per a l'inici de la subdivisió del quadrangle en quin lloc de 0° E.
- Cadascuna de les altres bandes, que s'estenen a més de 65° N/S, consisteixen en un únic quadrangle circumpolar

## Esquema del conjunt
Relació entre tots els quadrangles amb la superfície de Tetis:
| Ste-01 Anticleia Odysseus Alcinous Telemachus Circe Polycaste Theoclymenus Penelope Salmoneus Ithaca Hermione Melanthius Antinous Naubolos |

## Detall dels quadrangles
| Nom           | Codi   | Latitud       | Longitud      | Epònim              | Mapa actual |
| ------------- | ------ | ------------- | ------------- | ------------------- | ----------- |
|               | Ste-01 | 65º - 90° N   | 0° - 360° W   |                     | Ste-01      |
| Anticleia     | Ste-02 | 21º - 66° N   | 0° - 90° W    | Cràter Anticlea     | Ste-02      |
| Odysseus      | Ste-03 | 21º - 66° N   | 90° - 180° W  | Cràter Odysseus     | Ste-03      |
| Alcinous      | Ste-04 | 21 - 66° N    | 180 - 270° W  | Cràter Alcinous     | Ste-04      |
| Telemachus    | Ste-05 | 21º - 66° N   | 270° - 360° W | Cràter Telemachus   | Ste-05      |
| Circe         | Ste-06 | 22° N - 22° S | 0° - 72° W    | Cràter Circe        | Ste-06      |
| Polycaste     | Ste-07 | 22° N - 22° S | 72 - 144° W   | Cràter Polycaste    | Ste-07      |
| Theoclymenus  | Ste-08 | 22° N - 22° S | 144º - 216° W | Cràter Theoclymenus | Ste-08      |
| Penelope      | Ste-09 | 22° N - 22° S | 216º - 288° W | Cràter Penelope     | Ste-09      |
| Salmoneus     | Ste-10 | 22° N - 22° S | 288º - 360° W | Cràter Salmoneus    | Ste-10      |
| Chasma Ithaca | Ste-11 | 21º - 66° S   | 0° - 90° W    | Chasma Ithaca       | Ste-11      |
| Hermione      | Ste-12 | 21º - 66° S   | 90° - 180° W  | Cràter Hermione     | Ste-12      |
| Melanthius    | Ste-13 | 21º - 66° S   | 180° - 270° W | Cràter Melanthius   | Ste-13      |
| Antinous      | Ste-14 | 21º - 66° S   | 270° - 360° W | Cràter Antinuous    | Ste-14      |
| Naubolos      | Ste-15 | 65º - 90° S   | 0° - 360° W   | Cràter Naubolos     | Ste-15      |